# Perledo
Perledo, ou  Perlée en dialecte lombard, est une commune de la province de Lecco, dans la région Lombardie, en Italie.

## Randonnées
Il existe de nombreuses randonnées démarrant de Varenna en direction de Perledo, Vezio et son château, Bellano et sa cascade ou encore Esino.

## Administration
| Période                                  | Période | Identité | Étiquette | Qualité |
| ---------------------------------------- | ------- | -------- | --------- | ------- |
|                                          |         |          |           |         |
| Les données manquantes sont à compléter. |         |          |           |         |

### Communes limitrophes
Bellano, Esino Lario, Menaggio, Parlasco, San Siro, Varenna.